# José Rendón
José Rendón é um ator, escritor, diretor e produtor mexicano.

## Filmografia

### Como produtor
- Tres Mujeres
- Golpe bajo (2000)
- La jaula de oro (1997)
- Morir dos veces (1996)
- La paloma (1995)
- Corazón salvaje (1993/94)
- Sueño de amor (1993)
- Balada por un amor (1989/90)
- El cristal empañado (1989)

### Como diretor
- Duelo de pasiones (2006)
- Golpe bajo (2000)
- La jaula de oro (1997)
- Corazón salvaje (1993/94)
- Sueño de amor (1993)
- Balada por un amor (1989/90)
- El cristal empañado (1989)
- El camino secreto (1986)
- De pura sangre (1985/86)
- Tú o nadie (1985)
- Tú eres mi destino (1984)
- Bodas de odio (1983/84)

### Como escritor
- Morir dos veces (1996)
- Acapulco Bay (1995)
- La paloma (1995)
- El camino secreto (1986)
- Al final del arco iris (1982)
- Al rojo vivo (1980)

## Prêmios e indicações

### TVyNovelas
| Ano  | Categoria              | Telenovela                | Resultado |
| ---- | ---------------------- | ------------------------- | --------- |
| 1994 | Melhor telenovela      | Corazón salvaje           | Venceu    |
| 1986 | Melhor direção de cena | Tú o nadie De pura sangre | Venceu    |